# Dom Pedrito
Dom Pedrito là một đô thị thuộc bang Rio Grande do Sul, Brasil. Đô thị này có diện tích 5192,105 km², dân số năm 2007 là 38126 người, mật độ 7,34 người/km².